# 佐竹ガラス
佐竹ガラス（さたけガラス）は、大阪府和泉市にあるガラスメーカー。1927年（昭和2年）設立。ガラスロッドメーカーとして知られている。社屋は国の登録有形文化財に登録されている。
ガラスの製造・販売のほか、バーナーワーク用品の販売も行っている。

## 取り扱い製品
- ガラスロッド - 手芸店などでは、「佐竹」「サタケ」の名で売られている。
  - クリスタルガラス - 熱膨張係数 125–128、屈伏点 460 ℃
  - ソーダガラス - 熱膨張係数 110–120、屈伏点  480 ℃
- 人造真珠（英語版）
- ガラス盆栽

## 文化財
2001年4月24日、以下が国の登録有形文化財に登録された。
- 主屋
  - 1941年築。木造2階建、入母屋造で敷地南端の角地に位置する。白漆喰と繊細な縦格子からなる1階正面と、平側に文様をあしらった虫籠窓を穿つ黒漆喰壁面からなる2階部で、外観を形成する[1]。
- 事務所
  - 主屋の北西面に接続する。木造平屋建、寄棟造、建築面積31平方メートル、桟瓦葺で、主屋と棟方向を合わせる。通り側に庇を出ており、反対側の増築部分との間に約3メートル幅の通路を設ける[2]。
- 溶解場
  - 事務所の北西に位置する木造平屋建、入母屋造、桟瓦葺。内部にガラス溶解炉が備えつけられる。棟のほぼ中央部に抜気用の越屋根を載せ、通り側に下見板を貼った大きな妻面を見せる[3]。
- 作業場
  - 敷地奥、溶解場の東面と接する。木造平屋建、建築面積495平方メートル、桟瓦葺でＬ字形平面を持つ。棒ガラスを製造する作業棟として使われ、内部は他の工場同様、四方に方杖を付ける柱がキングポストトラス形式の小屋組を受ける[4]。
- 調合場
  - 材料の調合棟として用いられる。溶解場の北面と接し、ほぼ東西方向に棟を通す。木造平屋建、切妻造、桟瓦葺で，棟の東側に越屋根を載せる。上部を白漆喰とし下庇を廻した西棟と外装下見板貼とした東棟からなる。当初従業員の宿舎棟も兼ねていた[5]。